# Долматова, Татьяна Владимировна
Татьяна Владимировна Долматова (14 сентября 1992, Волгоград) —  российская футболистка, защитница клуба «Рязань-ВДВ», игрок в мини-футбол. Выступала за сборную России и сборную Армении.

## Биография
Воспитанница волгоградского спорта. В детстве 8 лет занималась тхэквондо, позднее — футболом и мини-футболом в клубе «Рокада». Первые тренеры в футболе — Ю. В. Куканов, К. В. Кайгородов.
На взрослом уровне первые несколько лет выступала в мини-футболе в составе волгоградской «Рокады», затем два сезона провела в клубе высшей лиги «Снежана-Котельники» (Москва).
В 2014 году по приглашению Константина Кайгородова перешла в клуб по большому футболу «Торпедо» (Ижевск). Один сезон провела во втором дивизионе, следующие три — в первом дивизионе. Серебряный призёр первой лиги 2017 года. В 2018 году со своим клубом дебютировала в высшем дивизионе, первый матч провела 18 апреля 2018 года против «Кубаночки». Всего за сезон приняла участие в 13 матчах высшей лиги из 14, сыгранных командой.
В 2019 году выступала в мини-футболе и футболе 6*6 за клуб «Альфа-банк». Финалист Чемпионата России 6*6. Позднее перешла в армянский клуб «Ширак-Оменмен», в его составе стала победителем чемпионата Армении по футзалу и призером чемпионата Армении по футболу. С сентября 2020 года выступала в составе футбольного клуба «Хаяса» Армения, после второго круга приняла решение вернуться в родной чемпионат.
В 2021 году перешла в состав дебютанта высшей лиги России «Рубин» (Казань), вторую половину сезона провела в красноярском «Енисее». В 2022 году перешла в «Рязань-ВДВ». В седьмом туре сезона 2023 года, 29 апреля в игре против «Ростова» встала в ворота своей команды на 96-й минуте после удаления основного вратаря Марии Жаманаковой.
В 2012 году провела один матч за сборную России против сборной Ирана. В 2020 году приняла приглашение выступать за сборную Армении. В марте 2020 года дебютировала в её составе, сыграв два товарищеских матча против Литвы. Осенью 2021 года выступала в матчах отборочного турнира чемпионата Европы.